# Икономическа криза
Икономическата криза представлява състояние на икономиката на дадена държава или регион, което в дългосрочен аспект се характеризира с ниски нива на търговията и инвестиционната дейност, високи нива на безработица и инфлация, резултиращо в политическа нестабилност.
Икономическата криза е етап в икономиката, характерен с намаляване на БВП.
Икономическия цикъл има 4 етапа: криза, подем, растеж и спад в зависимост от растежа на БВП.

## Криза от 2007
Основни статии: Световна финансова криза (2008-2011), Световна икономическа криза от 2007 година
Макар че светът е в икономическа криза от 2007 насам, според някои икономическата криза в България е репетативна (повтаряща се) в много по-малки интервали и дори перманентна. Някои от причините за този тип икономика в България:
1. икономическата неграмотност на населението,
2. неконкурентоспособност,
3. липса на визия и политика за продукти, и услуги с висока прибавена стойност (surplus value),
4. склонност към колониално мислене,
5. липса на финансова дисциплина в индивидуален план, липса на финансови познания, склонност към пируване (вакханалия), вместо последователна работа
6. липса на механизми за оптимално поведение (конкурси, широки и откровени дискусии),
7. неефективна бюрокрация
8. фалшифициране и манипулиране на информация, поради политически пристрастия, материални и др. интереси,
9. липса на неподходящо структурирани приоритети (кой приоритет пред кой друг да е и защо),
10. невъзможност да се отърсим от бремето на социалистическия тоталитаризъм; неадаптираност към пазарната икономика
11. корупция и възползване от бюджетни средства

## Икономическа криза от 2022 свързана с ковид епидемия
Тъй като епидемията има продължителен характер, тя създава някои икономически затруднения, които също така могат да бъдат разглеждани и като криза, макар и от различен от чисто икономическия характер на някои кризи , а именно това може да е свързано с разходите по хигиенни материали, които са увеличени сравнение с обичайното и други разходи, както и някои затруднения в supply или икономическото ниво на доставките, поради затруднение транспортни комуникации на места, които могат да затрудняват някои селскостопански производители и дори занаятчии, а дори и могат да имат ефект върху търговията на компютри и електроника и разпространението на Интернет на места, което може да изглежда затруднено. Интернет и компютрите също са вид "доставки", като например "интернет доставчик". Въпреки ранната намеса на някои професионални организации в областта на Интернета, тези затруднения не са преодоляни и все още се търсят решения, които също така поддържат и нивото на Интернет и комуникациите.
Една от характеристиките на тази криза, е че икономистите се сблъскват с нещо, което може да се нарече "граници на възможностите", тоест макар икономиката да има много рашения, както готови, така и възможни като резултат от изследвания и компютърни симулации, много често по време на тази криза се стига до критичните граници на науката, където трудно могат да се извадят нови икономически решения  Макар това да е така, това не е причина за икономистите да се отказват от търсенето на нови или вече познати решения, макар че това, което се забелязва е, че не могат да се постигнат нивата на идеи, подходи и решения от предната или дори от други предишни икономически кризи, при които има по-ефективна намеса от страна на математиците в областта на икономиката, които обикновено са способни да изчислят възможните варианти, които да решат или според други икономисти облекчат (букв. alleviate) проблемите в икономическото равнище, този термин е заимстван от хомеопатичната медицина.
Една от водещите страни в решенията на проблемите в икономиката за тази криза от, отчитайки нейното започване през 2020 и сериозно засилване през 2022, е Япония . Японците са по-устойчиви в тяхното постоянство за работа, независимо от трудностите. Макар в Япония да признават, че това е една от най-лошите кризи за страната, те в същото време са в състояние да дадат уверение, че тяхната икономика все пак е растяща и с добри показатели .
Някои други подходи са силно иновативните подходи в различни области, които имат за цел дадат решения в области, които иначе стават за икономиката "гранични", виж по-горе Field experiments and Field research.
За разлика от Япония, обаче някои страни срещат затруднение на политическо равнище, които да спомогнат решаването на проблемите на икономическо ниво, свързани с епидемията .

### Икономика и екология
Една от видимите нужди е от добри екологични нива, които обаче за сега се отчитат като цяло, за дадена страна или регион, което не отговаря на реалностите, тъй като в даден регион може да има гори или водоизточници, които да поддържат добри общите екологични нива, докато в същото време на места да има свръхзатопляне или дори радиационни емисии, които трябва да бъдат решени, тъй като въздействат на хората, живеещи в тези райони, което после произвежда икономическа криза, също така тези решения по охлаждане и екология не трябва да са прекалено скъпи, нито по някакъв начин да увреждат природата, тоест самите климатици не трябва да работят така че да охлаждат дадено помещение, но да увреждат природните региони на близо, всъщност това е възможно и допреди кризата това всъщност беше предимно така, с някои изключения, за съжаление безотговорните строители и инженери, с идеята да вземат икономически "стимули", за периода след предната икономическа криза, която явно беше решена "твърде добре", за да се получи така, че такива строители и инженери, които не отчитат екологичните нива, да направят такива региони на екологичен "failure", което въвежда необходимостта от преосмисляне на областта икономика и екология .

### Подходи за решаване на икономическите кризи
При тази криза, при която решаването на математико-икономическите проблеми се оказват прекомерно сложни, основно работят икономистите в Израел и тези, които са associated към/в департаментите по икономика към израелските университети. 